# Carrie-Anne Moss

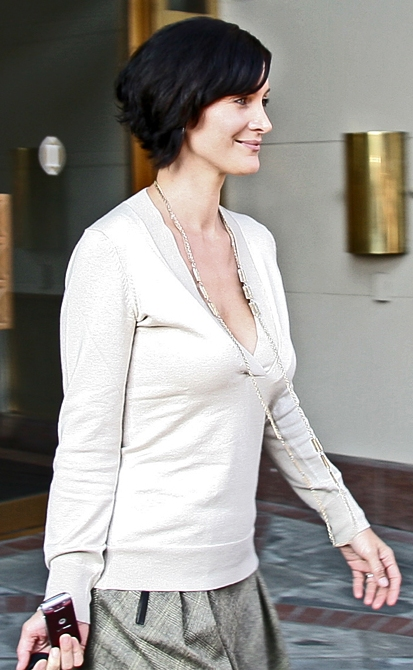
Carrie-Anne Moss

Carrie-Anne Moss (Vancouver, 21 augustus 1967) is een Canadees ex-model en tegenwoordig filmactrice.
Na rollen in enkele televisieseries zoals Dark Justice, Due South, L.A. Law en Models Inc. brak zij eind jaren 90 door als Trinity in de film The Matrix (1999).
Moss trouwde in 1999 met acteur Steven Roy en kreeg twee kinderen met hem in 2003 en 2005.

## Filmografie

### Films
- Doorways (1993)
- Flashfire (1994)
- The Soft Kill (1994)
- Toughguy (1995)
- 364 Girls a Year (1996)
- Sabotage (1996)
- Terrified
- Lethal Tender (1997)
- The Secret Life of Algernon (1997)
- New Blood (1998)
- The Matrix (1999)
- Memento (2000)
- Red Planet (2000)
- The Crew (2000)
- Chocolat (2001)
- The Matrix Reloaded (2003)
- The Matrix Revolutions (2003)
- The Animatrix (2003, stem)
- A Detective Story (2003, stem)
- Kid's Story (2003, stem)
- Suspect Zero (2004)
- The Chumscrubber (2005)
- Sledge (2005)
- The Chumscrubber (2005)
- Fido (2006)
- Mini's First Time (2006)
- Snow Cake (2006)
- Disturbia (2007)
- Normal (2007)
- Fireflies in the Garden (2008)
- Love Hurts (2009)
- Unthinkable (2010)
- Knife Flight (2012)
- Silent Hill: Revelation 3D (2012)
- The Boy Who Smells Like Fish (2013)
- Compulsion (2013)
- The Clockwork Girl (2014, stem)
- Pompeii (2014)
- Brain on Fire (2016)
- The Bye Bye Man (2017)
- The Matrix Resurrections (2021)

### Televisieseries (selectie)
- Models Inc., (1994, hoofdrol)
- F/X: The Series (1996-1996, 17 afleveringen)
- Vegas (2012-2013, 21 afleveringen)
- Crossing Lines (2014)
- Marvel's Jessica Jones (2015-2019, 34 afleveringen)
- Marvel's Daredevil (2016, 1 aflevering)
- Marvel's Iron Fist (2017, 3 aflevering)
- Marvel's The Defenders (2017, 1 aflevering)
- Tell Me a Story (2019, hoofdrol)
- The Acolyte (2024, 3 afleveringen)

## Prijzen
- Empire Award voor Beste Nieuwkomer (The Matrix, 1999)
- Independent Spirit Award voor Beste Vrouwelijke Rol (Memento, 2000)
- Circle Award voor Beste Actrice in een Canadese film (Fido, 2006)
- Genie Award voor Beste Optreden in een ondersteunende rol (Snow Cake, 2006)

## Trivia
- Carrie Anne Moss werd genoemd naar het liedje Carrie-Anne van The Hollies dat in 1967 een hit was.